# 小行星8666
小行星8666（英語：8666 Reuter）是一颗围绕太阳公转的小行星。1991年4月9日，佛蒙特·伯根在陶腾堡发现了此天体。
这颗小行星的绝对星等为345.87175等。